# Rubén Plaza
Rubén Plaza Molina (Ibi, 29 februari 1980) is een voormalig Spaans wielrenner die professioneel actief was tussen 2001 en 2019.
Zijn grootste prestaties zijn een vijfde plaats in het eindklassement en een etappeoverwinning in de Ronde van Spanje van 2005 en het kampioenschap van Spanje. In 2015 won Plaza een rit in zowel de Ronde van Frankrijk als de Ronde van Spanje.
Plaza begon zijn carrière bij grotere Spaanse ploegen, maar reed in 2008 en 2009 voor kleine Portugese teams, die vooral worden uitgenodigd voor wedstrijden op het Iberisch Schiereiland. In 2010 reed hij echter weer voor het grotere Spaanse Caisse d'Epargne. Van 2011 tot en met 2014 reed hij voor Movistar Team. Vanaf 2016 rijdt hij voor Orica GreenEDGE.
Plaza brak in het voorjaar van 2011 zijn rechterbeen bij een val in de Ronde van Murcia.

## Belangrijkste overwinningen
2003
 Spaans kampioen op de weg, Elite
5e etappe Rothaus Regio-Tour
2004
5e etappe Trofeo Joaquim Agostinho
2005
2e etappe GP Costa Azul
Eind-, berg- en jongerenklassement GP Costa Azul
2e etappe Ronde van Murcia
4e etappe Ronde van Aragón
Eindklassement Ronde van Aragón
20e etappe Ronde van Spanje
2006
5e etappe Ronde van Asturië
1e etappe Trofeo Joaquim Agostinho
Clásica a los Puertos de Guadarrama
2007
Eindklassement Ronde van La Rioja
2008
Eindklassement Ronde van Valencia
1e etappe Ronde van Madrid
Proloog Ronde van Portugal
2009
4e etappe Ronde van Murcia
3e etappe Omloop van Lotharingen
2e etappe GP CTT Correios de Portugal
 Spaans kampioen op de weg, Elite
6e etappe Ronde van Portugal
2013
3e etappe Ronde van Castilië en León
Eindklassement Ronde van Castilië en León
2015
16e etappe Ronde van Frankrijk
20e etappe Ronde van Spanje
2018
3e etappe Ronde van Castilië en León
Eindklassement Ronde van Castilië en León

## Resultaten in voornaamste wedstrijden
| Jaar | Ronde van Italië | Ronde van Frankrijk | Ronde van Spanje |
| ---- | ---------------- | ------------------- | ---------------- |
| 2002 |                  |                     |                  |
| 2003 |                  |                     |                  |
| 2004 |                  |                     | opgave           |
| 2005 |                  |                     | 6e (1)           |
| 2006 |                  |                     |                  |
| 2007 |                  |                     |                  |
| 2008 |                  |                     |                  |
| 2009 |                  |                     |                  |
| 2010 |                  | 10e                 | 14e              |
| 2011 |                  |                     |                  |
| 2012 |                  | 101e                |                  |
| 2013 |                  | 47e                 |                  |
| 2014 |                  | 91e                 |                  |
| 2015 |                  | 30e (1)             | 45e (1)          |
| 2016 | 56e              | 72e                 |                  |
| 2017 | 30e              |                     |                  |
| 2018 | 47e              |                     |                  |
| 2019 | 71e              |                     |                  |

| Jaar | Milaan-San Remo | Ronde van Vlaanderen | Parijs-Roubaix | Ronde van Lombardije | Clásica San Sebastián |  | WK op de weg |  | Wereldranglijsten |
| ---- | --------------- | -------------------- | -------------- | -------------------- | --------------------- |  | ------------ |  | ----------------- |
| 2002 |                 | opgave               |                |                      |                       |  |              |  |                   |
| 2003 | opgave          | opgave               | opgave         |                      |                       |  |              |  |                   |
| 2004 |                 |                      |                |                      | 45e                   |  |              |  |                   |
| 2005 |                 |                      |                |                      |                       |  |              |  |                   |
| 2006 |                 |                      |                |                      |                       |  |              |  |                   |
| 2007 |                 |                      |                |                      |                       |  |              |  |                   |
| 2008 |                 |                      |                |                      |                       |  |              |  |                   |
| 2009 |                 |                      |                |                      |                       |  | opgave       |  |                   |
| 2010 |                 |                      |                |                      | 16e                   |  | opgave       |  | 85e (UWK)         |
| 2011 |                 |                      |                | opgave               |                       |  |              |  |                   |
| 2012 |                 |                      | opgave         |                      |                       |  |              |  |                   |
| 2013 |                 |                      |                |                      |                       |  |              |  |                   |
| 2014 |                 |                      |                |                      |                       |  |              |  |                   |
| 2015 |                 |                      |                |                      | 52e                   |  | opgave       |  | 93e (UWT)         |
| 2016 |                 |                      |                | opgave               |                       |  |              |  |                   |
| 2017 |                 |                      |                |                      |                       |  |              |  | 302e (UWT)        |
| 2018 |                 |                      |                | 98e                  |                       |  |              |  |                   |
| 2019 |                 |                      |                | opgave               |                       |  |              |  |                   |

## Ploegen
- 2001 –  iBanesto.com
- 2002 –  iBanesto.com
- 2003 –  iBanesto.com
- 2004 –  Comunidad Valenciana-Kelme
- 2005 –  Comunidad Valenciana-Elche
- 2006 –  Comunidad Valenciana
- 2007 –  Caisse d'Epargne (vanaf 5-4)
- 2008 –  Benfica
- 2009 –  Liberty Seguros
- 2010 –  Caisse d'Epargne
- 2011 –  Movistar Team
- 2012 –  Movistar Team
- 2013 –  Movistar Team
- 2014 –  Movistar Team
- 2015 –  Lampre-Merida
- 2016 –  Orica-BikeExchange [a]
- 2017 –  Orica-Scott
- 2018 –  Israel Cycling Academy
- 2019 –  Israel Cycling Academy

Arrieta ·
Baranowski ·
Barbosa ·
Benito ·
Blanco ·
Brożyna ·
Bruseghin ·
Domínguez ·
A. García ·
J. V. García ·
Gil ·
E. Jiménez ·
J. M. Jiménez ·
Lastras ·
Latasa ·
Mancebo ·
Mensjov ·
Mercado ·
Navas ·
Odriozola ·
A. Osa ·
U. Osa ·
Pascual ·
Piepoli ·
Plaza ·
Solaun ·
Vila ·
Zandio
Arrieta ·
Baranowski ·
Blanco ·
Brożyna ·
Bruseghin ·
Flecha ·
A. García ·
J. V. García ·
Gil ·
Gutiérrez ·
E. Jiménez ·
J. M. Jiménez ·
Lastras ·
Latasa ·
Mancebo ·
Mensjov ·
Mercado ·
Navas ·
Odriozola ·
A. Osa ·
U. Osa ·
Pascual ·
Piepoli ·
Plaza ·
Vila ·
Zandio
Arrieta ·
Flecha ·
García ·
Gutiérrez ·
Jiménez ·
Karpets ·
Lastras ·
López ·
Mancebo ·
Mateos ·
Mensjov ·
Mercado ·
Odriozola ·
A. Osa ·
U. Osa ·
Pascual ·
Petrov ·
Piepoli ·
Plaza ·
Zandio
Alonso ·
Ballester ·
Blanco ·
Bonilla ·
Cabello ·
Casero ·
Cherro ·
Cuenca ·
A. García ·
C. García ·
Jiménez ·
Julia ·
Latasa ·
Martínez ·
Muñoz (tot 31/03) ·
Odriozola ·
Olmo ·
Parra (tot 31/08) ·
Javier Pascual Llorente ·
Javier Pascual Rodríguez ·
Plaza ·
Valverde ·
Zárate
Alonso ·
Ballester ·
Bernabéu ·
Blanco ·
Bonilla ·
Cabello ·
Casero ·
Cherro ·
A. García ·
C. García ·
Gomis ·
Jiménez ·
Latasa ·
Lloret ·
Martínez ·
Muñoz ·
Olmo ·
Javier Pascual Llorente (tot 15/08) ·
Javier Pascual Rodríguez ·
Plaza ·
Zárate
Ballester ·
Bernabéu ·
Blanco ·
Bonilla ·
Casas ·
Cherro ·
Gomis ·
Jiménez ·
Latasa ·
Lloret ·
Martínez ·
Mosquera ·
Muñoz ·
Olmo ·
Pascual ·
Pecharroman ·
Peiro ·
Plaza ·
Sánchez ·
Tsjoezjda
Arroyo ·
Berthou ·
Brard ·
Erviti ·
Fertonani ·
García ·
Gutiérrez ·
Horrach ·
Jefimkin ·
Karpets ·
Lastras ·
López ·
Losada ·
Markov ·
Pereiro ·
A. Pérez ·
F. Pérez ·
Perget ·
Plaza ·
N. Portal ·
S. Portal ·
Reynés ·
Rodríguez ·
Rojas ·
Sánchez ·
Valverde ·
Zaballa ·
Zandio
Antunes · Azevedo · Barbosa · Benítez · Castanheira · M. Costa · R. Costa · Lopes · Mendes · Miranda · Petrov · Pinto · Plaza · Pradera · B. Sancho · H. Sancho
Amador ·
Arroyo ·
Bruseghin ·
Cobo ·
Costa ·
Coyot ·
Drujon ·
Erviti ·
García ·
Gutiérrez ·
Jeannesson ·
Kiryjenka ·
Lastras ·
López ·
Losada ·
Madrazo ·
Moreau ·
Pasamontes ·
Pérez ·
Perget ·
Plaza ·
Rojas ·
Sánchez ·
Soler ·
Urán ·
Valverde ·
Zandio
Amador · 
Arroyo · 
Bruseghin ·  
Costa · 
Erviti · 
García · 
Gutiérrez · 
Herrada ·  
Intxausti · 
Iriarte · 
Kiryjenka · 
Konovalovas ·
Lastras · 
López · 
Madrazo · 
Oyarzún · 
Pardilla · 
Pasamontes · 
Pérez ·
Plaza · 
Rojas · 
Samojlaw · 
Sanz · 
Soler · 
Tondó (tot 23/05) ·  
Ventoso
Amador · 
Arroyo · 
Bruseghin · 
Castroviejo ·
Cobo · 
Costa · 
Erviti · 
Gutiérrez · 
Jesús Herrada ·  
José Herrada ·
Intxausti · 
Iriarte · 
Karpets · 
Kiryjenka · 
Konovalovas ·
Lastras · 
López · 
Madrazo · 
Moreno · 
Pardilla · 
Plaza · 
Quintana · 
Rojas · 
Samojlaw · 
Sanz · 
Valverde · 
Ventoso ·
Visconti · 
Angarita (stagiair)
Amador · 
Arroyo · 
Bruseghin · 
Capecchi · 
Castroviejo · 
Cobo · 
Costa  · 
Dowsett · 
Erviti · 
Jesús Herrada · 
José Herrada · 
Gutiérrez · 
Intxausti · 
Karpets · 
Lastras · 
Madrazo · 
Moreno · 
Pardilla · 
Plaza · 
Quintana · 
Rojas · 
Samojlaw · 
Sanz · 
Szmyd · 
Valverde · 
Ventoso · 
Visconti
Amador · Antón · Capecchi · Castroviejo · Dowsett · Erviti · Gadret ·  Gutiérrez · Jesús Herrada · José Herrada · Intxausti · G. Izagirre · J. Izagirre · Lastras · Lobato · Malori · Moreno · Plaza · D. Quintana · N. Quintana · Rojas · Sanz · Sütterlin · Szmyd · Valverde · Ventoso · Visconti
Bonifazio · Bono · Cattaneo · Cimolai · Conti · M. Costa · R. Costa · Đurasek · Feng · Ferrari · Grmay · Kasjavy · Modolo · Mori · Niemiec · Oliviera · Pibernik · Plaza · Polanc · Pozzato · Richeze · Serpa · Ulissi · Valls · Xu · Ganna (stagiair) · Pacioni (stagiair) · Ravasi (stagiair)
Albasini · Bewley · Chaves · Cheung · Cort · Docker · Durbridge · Edmondson · Ewan · Gerrans · Haig · Hayman · Hepburn · Howson · Impey · Juul-Jensen · Keukeleire · Matthews · Meier · Mezgec · Plaza · Power · Tuft · Txurruka · Verona · A.Yates · S.Yates · Schultz (stagiair)
Albasini · Bewley · Chaves · Cheung · Cort · Docker · Durbridge · Edmondson · Ewan · Gerrans · Haig · Hayman · Hepburn · Howson · Impey · Juul-Jensen · Keukeleire · Kluge · Kreuziger · Mezgec · Plaza · Power · Tuft · Verona · A. Yates · S. Yates
Ávila · Boivin · Dempster · Díaz · Earle · Enger · Gebremedhin · O. Goldstein · R. Goldstein · Hermans · Jensen · Lemus · Neilands · Niv · Perry · Plaza · Räim · Sagiv · Sbaragli · Schreurs · Turek · Williams · van Winden · Yechezkel